# Lurcy-Lévis

Lurcy-Lévis este o comună în departamentul Allier din centrul Franței. În 1 ianuarie 2022 avea o populație de 1.852 de locuitori.